# Morena Herrera
Morena Herrera (El Salvador, 1960) és una feminista i activista pels Drets Humans salvadorenca, reconeguda pel seu treball contra la prohibició de l'avortament al seu país. En 1990 va ser sòcia fundadora de l'organització feminista Las Dignas. Actualment és presidenta de l'Agrupació Ciutadana per la despenalització de l'Avortament i forma part de l'organització La Col·lectiva Feminista pel Desenvolupament Local, la qual també va contribuir a fundar.

## Biografia
Graduada amb un doctorat en Filosofia Iberoamericana a la Universitat d'El Salvador, amb mestratge en Relacions de Gènere per la Universitat de Girona i mestratge en Desenvolupament Local per la Universitat Centroamericana José Simón Canyes. Ha realitzat recerques sobre feminicidis, ciutadania i participació política de les dones, moviments socials de dones i conseqüències de la penalització absoluta de l'avortament.
Durant la Guerra Civil d'El Salvador, que va acabar en 1992, Herrera va ser guerrillera i defensora de la llibertat per al Front Farabundo Martí para la Liberación Nacional (FMLN) contra el govern recolzat pels Estats Units.
En 1990 va ser sòcia fundadora de l'organització política feminista Las Dignas, creada en el llindar del període dels Acords de Pau d'El Salvador de juliol de 1990 per afectades directament pel conflicte armat.

Herrera va assenyalar sobre els Acords de Paz, signats en 1992, que amenaçaven els drets de les dones a El Salvador: 
"Aquests acords van deixar grans buits quan es tracta dels drets de les dones. Em vaig adonar que havia de lluitar d'una altra manera. Els drets de les dones són drets humans i han de ser una prioritat". 
La situació de les dones amb relació a l'avortament va empitjorar des de 1997, quan es van introduir canvis en el codi penal que ho declaraven il·legal en tots els casos, encara que anteriorment havia estat permès quan la vida de la dona estava en risc o era víctima de violació.[3] A causa que el país és estrictament catòlic, l'avortament és considerat inacceptable, fins i tot en noies adolescents embarassades que afronten molts problemes. En 2009, Herrera va començar a treballar amb l'Agrupació Ciutadana per la Despenalització de l'Avortament Terapèutic Ètic i Eugenèsic a El Salvador, la qual lidera actualment. En 2013, va titllar d' "irresponsable" a la Cort Suprema de Justícia d'El Salvador quan va negar l'avortament a una dona malalta terminal, que no tenia oportunitat de sobreviure al part.
El seu treball va ser objecte per realitzar un reportatge d'Amnistia Internacional el gener de 2015, i va ser nomenada com una de les 100 Dones reconegudes per la BBC en 2016 per les seves contribucions als drets de les dones a El Salvador.